# Зуб Микола Антонович
Зуб Мико́ла Анто́нович (нар. 1911 — пом. 22 липня 1943) — радянський військовий льотчик, Герой Радянського Союзу (1944 — посмертно), під час Німецько-радянської війни командир 210-го штурмового авіаційного полку 230-ї штурмової авіаційної дивізії 4-ї повітряної армії Північно-Кавказького фронту.

## Біографія
Народився в 1911 році в селі Покровка Веселинівського району Миколаївської області в селянській родині. Українець. Член ВКП(б) з 1932 року. Закінчив неповну середню школу.
У лавах Червоної Армії з 1933 року. У 1935 році закінчив Сталінградську військову авіаційну школу льотчиків.
Брав участь у Громадянській війні в Іспанії, в боях проти японських мілітаристів у Китаї. Учасник радянсько-фінської війни 1939–1940 років.
Учасник німецько-радянської війни з червня 1941 року. Був командиром авіаційної ескадрильї, заступником командира 4-го штурмового авіаційного полку.
З літа 1942 року — командир 210-го штурмового авіаційного полку 230-ї штурмової авіаційної дивізії 4-ї повітряної армії Північно-Кавказького фронту.
До липня 1943 року підполковник М. А. Зуб здійснив 120 бойових вильотів на штурмовику Іл-2, у повітряних боях збив особисто 1 і в складі групи 1 літак, 9 літаків супротивника знищив на землі.
М. А. Зуб загинув у повітряному бою 22 липня 1943 року в районі села Молдаванське Кримського району Краснодарського краю. Похований у місті Слуцьк Мінської області.

## Нагороди
Указом Президії Верховної Ради СРСР від 13 квітня 1944 року підполковнику Зубу Миколі Антоновичу присвоєне звання Героя Радянського Союзу з врученням ордена Леніна і медалі «Золота Зірка».
Також нагороджений орденами Леніна, Червоного Прапора, Вітчизняної війни 1-го ступеня, Червоної Зірки, медаллю «За відвагу».